# Alianza Fútbol Club II (Panamá)
El Alianza Fútbol Club II o Alianza Fútbol Club "B" es un club de fútbol categoría sub-21, filial del Alianza FC que juega actualmente en la Zona Norte de la Conferencia Este de la Segunda División de Panamá. Es una entidad deportiva de la ciudad de Panamá, específicamente del corregimiento de Juan Díaz. Fue el primer campeón de la Liga Prom.

## Historia
El equipo categoría sub-21 del Alianza inició participando en los torneos LPF sub-19 hasta mediados de 2020, en donde desapareció la misma. 
Desde el 2021 actúa como un club amateur, filial del Alianza Fútbol Club, inicialmente como categoría sub-20 y desde 2022 sub-21, participa en la Segunda División de Panamá de la cual fue el primer campeón.

## Jugadores

### Equipo 2022
- Incluye jugadores a préstamo del primer equipo, jugadores de las inferiores y jugadores a prueba.

## Palmarés

### Torneos Nacionales (2/0)
| Torneos nacionales         | Títulos   | Subcampeonatos |
| -------------------------- | --------- | -------------- |
| Segunda División (1/0)     | Ap. 2021. |                |
| Superfinal Liga Prom (1/0) | 2021.     |                |

### Otros logros
- Campeón de la Conferencia Este de Liga Prom Apertura 2021.